# Zigera nigripunctata
Zigera nigripunctata là một loài bướm đêm trong họ Noctuidae.